# Протитанковий надовб

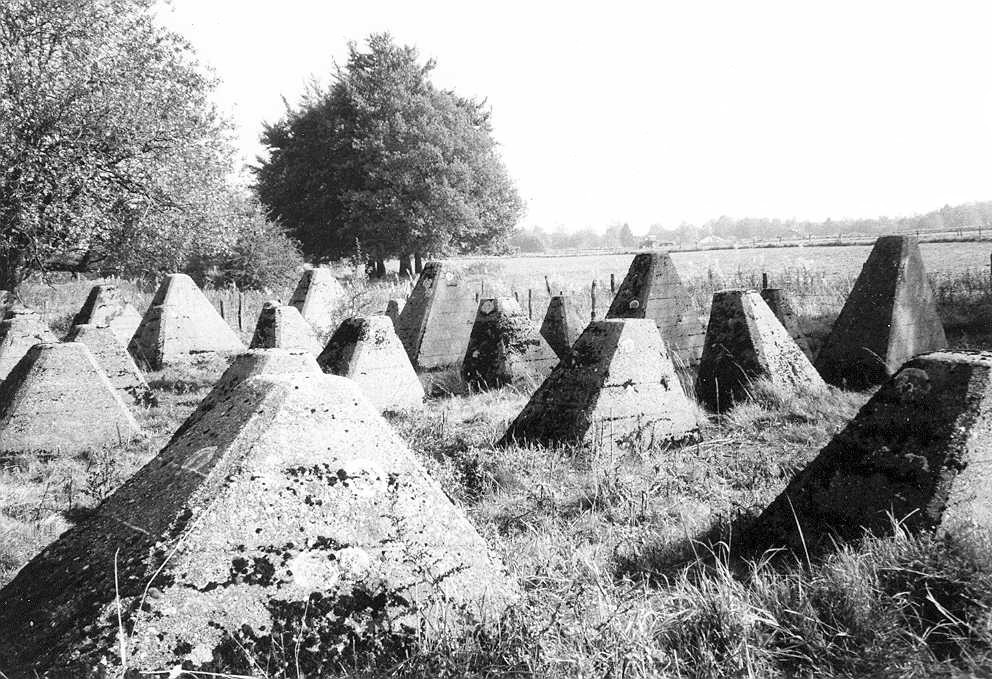
Зуби Дракона — танкові пастки.

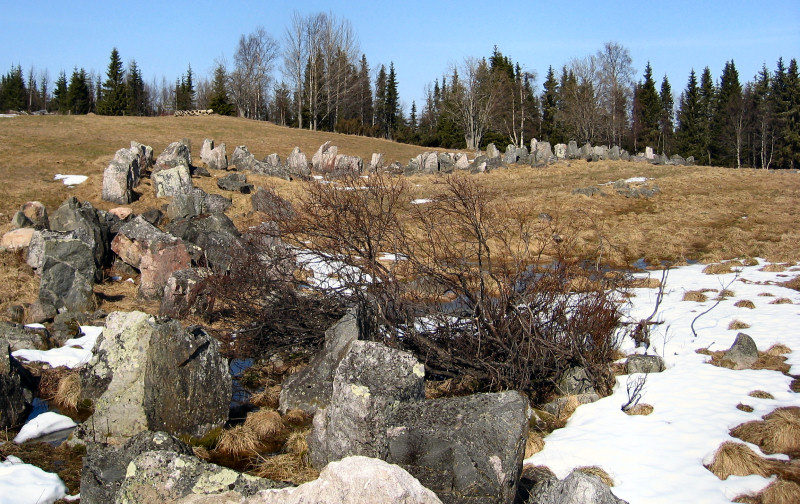
«Зуби дракона» — протитанкові надовби у Фінляндії з уритих в ґрунт рядів гранітних брил

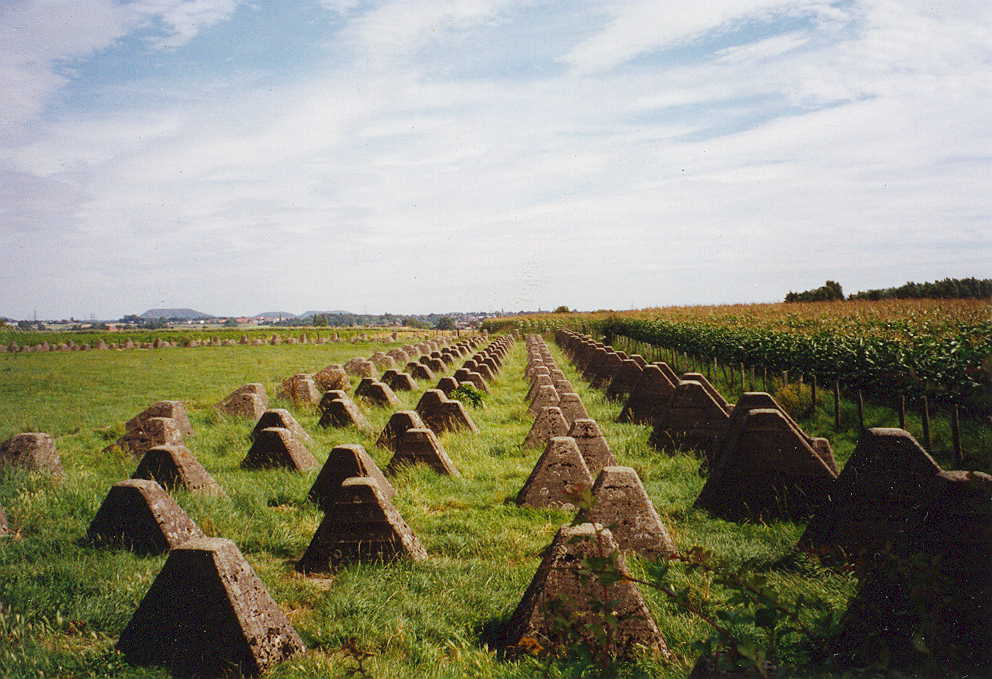
Лінія Зигфріда. Вцілілий протитанковий бар'єр на лінії Аахен-Саарбрюкен

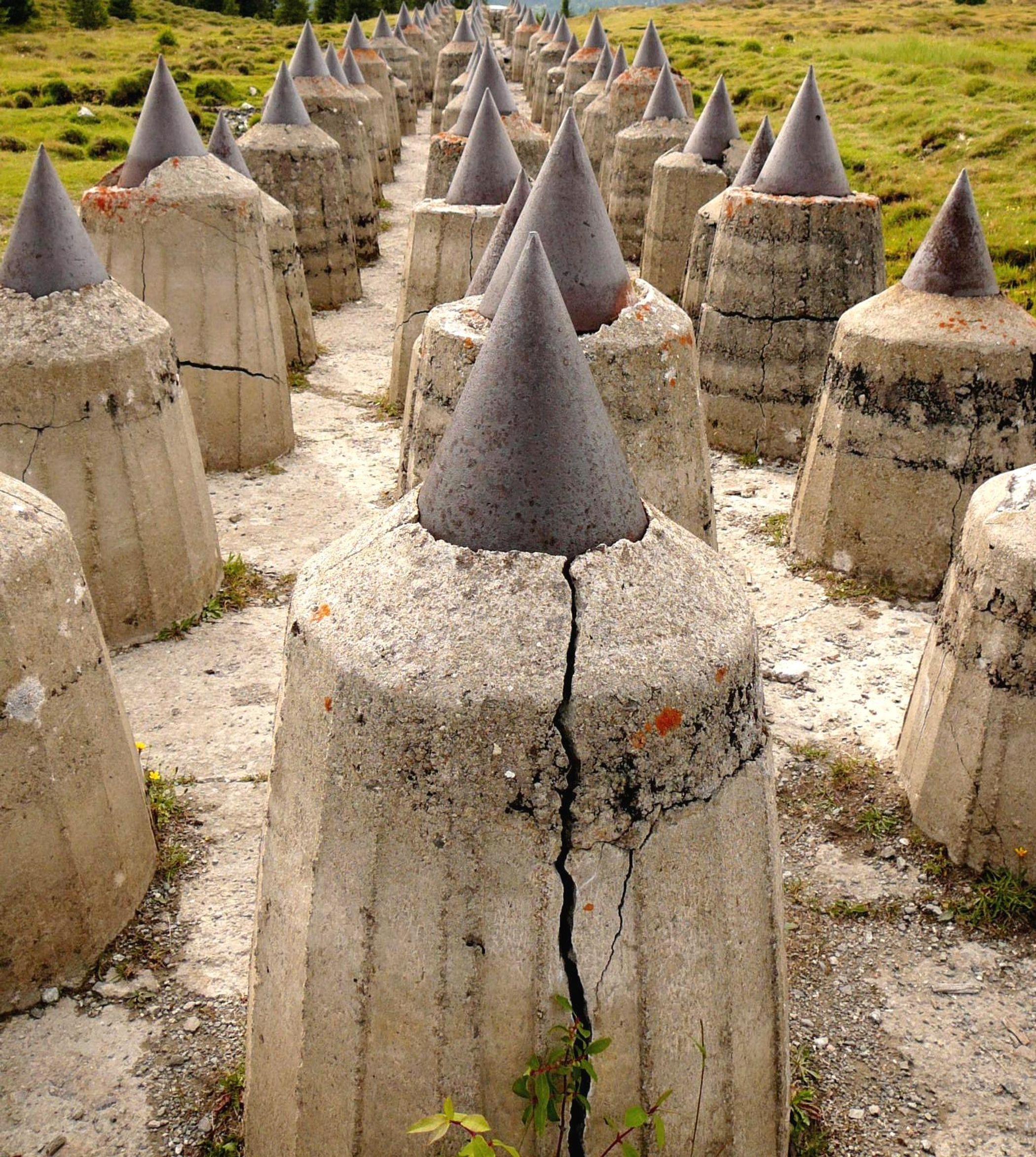
Протитанковий бар'єр. Курон-Веноста

Протитанкові́ на́довби або зуби дракона — фортифікаційна дерев'яна, бетонна конструкція або гранітна брила, зарита в землю рядами. Призначена для перешкоди просуванню танкових підрозділів противника. Малі протитанкові надовби повинні піднімати або ушкоджувати днище танка і можуть бути замасковані. Великі протитанкові надовби мають своїм розміром ускладнювати розчищення проходів. Часто поєднуються з мінними полями і дротяними загородами.

## Історія
Загороди з укопаних в землю коротких колод використовувалися при зміцненні місцевості починаючи з XIII століття; їх встановлювали зазвичай за ровами в один або декілька рядів. Надовби широко застосовувалися наприкінці Першої світової і особливо в ході Другої світової воєн в арміях багатьох країн, при обороні укріплених районів і завчасно підготовлених оборонних рубежів (смуг). У довготривалій фортифікації Другої світової війни використовувалися до 10—20 рядів надовбів, оточених 20–30 рядами колючого дроту.
У сучасних умовах надовби можуть використовуватися не лише як протитанкові загородження, але і проти БМП, БТР і інших рухомих засобів, що діють на полі бою, а також в прибережних районах моря і на березі як протидесантна загорода.

## Виготовлення
Зазвичай протитанкові надовби виготовляються з дерев'яних колод (діаметром не менше 25 см), металевих балок, рейок, пірамідальних залізобетонних елементів, крупних каменів, укопаних в ґрунт і надійно закріплених вертикально або з нахилом 60–75° у бік очікуваної появи танків противника. Висота над поверхнею землі 0,5–1,2 м. Надовби встановлюються в 3–5 рядів в шаховому порядку.

## Встановлення
Відстань між надовбами в ряду залежить від типу і технічних характеристик танків противника; відстань між рядами визначається з умов забезпечення найбільшої ефективності і живучості загороди в цілому. Надовби, обплетені колючим дротом, одночасно служать і протипіхотними загородами. У зв'язку з трудомісткістю їх влаштування надовби встановлюються, як правило, при завчасній підготовці оборони на вузьких танкодоступних ділянках з обмеженими можливостями для маневру танків.